# القريشي (لحج)
القريشي هي إحدى قرى الجمهورية اليمنية. وهي تتبع جغرافيًا لمحافظة لحج. وإداريًا لمديرية تبن. يبلغ تعداد سكانها 1387 نسمة حسب الإحصاء الذي جرى عام 2004.